# Javorje
Javorje es una aldea del municipio de Novi Vinodolski, parte del condado de Primorje-Gorski Kotar. Según el censo de 2021, tiene una población de 1 habitante.

## Demografía
| Gráfica de población de Javorje 1857-2021                               |
|                                                                         |
| Según los censos de población de la Oficina de Estadísticas de Croacia. |